# Hôtel de Bauffremont
El hotel de Bauffremont, anteriormente Hotel d'Orrouer, es un hôtel particulier ubicado en la rue de Grenelle en el distrito 7 de París, en la región de Île-de-France.
Está ubicado en el n. 87, calle de Grenelle, al lado del Hôtel d'Avaray, propiedad del Reino de los Países Bajos y ubicado no lejos del Hôtel de Matignon, ubicado en la Calle Varenne.
Fue construido a partir de 1732, por iniciativa de Paul de Grivel de Grossouvre, conde de Orrouer, por el arquitecto Pierre Boscry, probablemente con la ayuda de su padre Charles.
Albergó dos veces la Embajada de Austria, de 1742 a 1745, luego de 1850 a 1861.
Después de pasar por manos de familias como de Boisgelin de Cucé, de Montmorency y luego de Bauffremont-Courtenay, perteneció notablemente al diseñador de moda Hubert Taffin de Givenchy, desde 1986 hasta 2018.
Hoy, propiedad del multimillonario Xavier Niel, no se puede visitar.

## Historia
Fue construido a partir de 1732, por iniciativa de Paul de Grivel de Grossouvre, conde de Orrouer, por el arquitecto Pierre Boscry, probablemente con la ayuda de su padre Charles.
Entre 1742 y 1745, albergó brevemente la Embajada de Austria por primera vez.
El conde murió el 2 de noviembre de 1752, y la propiedad recayó en su único hijo, Alexandre de Grivel de Grossouvre, marqués de Orrouer.

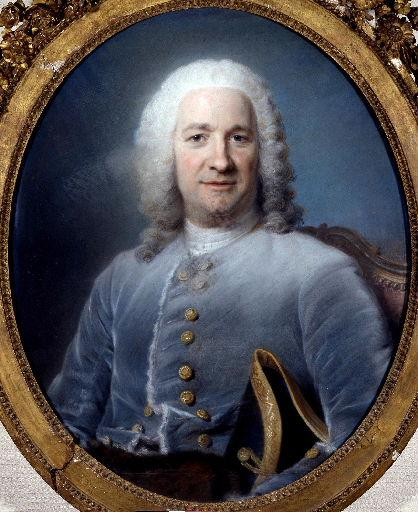
El Marqués de Brunoy

Siendo brigadier de los ejércitos del Rey, el Marqués no residió allí e inmediatamente lo alquiló a Louis-Joseph d'Albert de Luynes, Príncipe de Grimbergen, quien residió allí intermitentemente hasta su muerte en 1758, año en que Jean Pâris de Montmartel, Marqués de Brunoy lo adquiere.
En 1779, pasó a ser propiedad de Marie de Boisgelin de Cucé, condesa-canonesa de Remiremont y señora del palacio de la reina Marie Leszczynska, quien instaló a su hermano, el cardenal Jean de Dieu-Raymond de Boisgelin de Cucé.
Este último abandonó las instalaciones en 1782 para reunirse con su hermana en su hotel en Boisgelin, ubicado en la rue de Varenne, hoy Embajada de Italia. El hotel de Bauffremont tuvo diferentes inquilinos hasta la Revolución, cuando fue abandonado. Sin embargo, siguió siendo propiedad de la condesa hasta su muerte e 12 de diciembre de 1821.
En 1841, sus herederos lo vendieron al duque Anne Charles François de Montmorency por la suma de 300.000 francos.
Tras la muerte del duque, cinco años más tarde, la propiedad pasó a su hija mayor, la princesa Anne-Élisabeth Laurence de Bauffremont-Courtenay, tras su matrimonio con Théodore-Démétrius de Bauffremont-Courtenay, príncipe de Marnay.
De 1850 a 1861, el hotel albergó la Embajada de Austria por segunda vez. De 1859 a 1861, el príncipe Richard Klemens von Metternich, embajador, residió allí con su esposa Pauline, íntima amiga de la pareja imperial, Napoleón III y Eugenia.
A partir de 1935, fue alquilado por el príncipe Théodore de Bauffremont-Courtenay, bisnieto del anterior, a Luiz Bemberg, cuyo padre Otto, de origen alemán, hizo fortuna en Argentina. Este último lo convirtió entonces en el escenario de su rica colección de obras de arte.

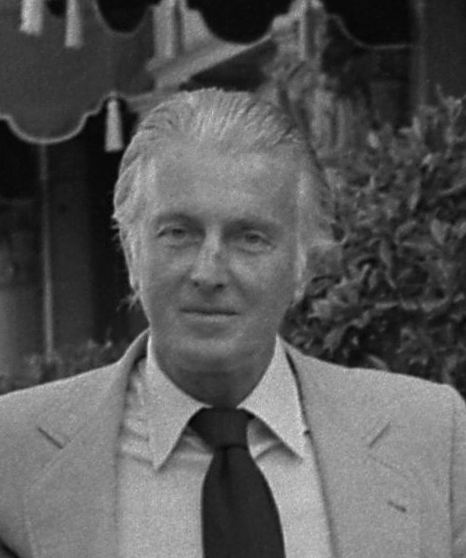
Huberto de Givenchy

A principios de la década de 1960, la familia Bauffremont intentó vender su carpintería. En teoría protegido, el Ministerio de Bellas Artes, luego alertado, llevó a la familia a los tribunales e hizo embargar el hotel por parte del Crédit foncier de France, luego este último fue vendido en subasta a la empresa Eudoxia. La carpintería finalmente fue devuelta y el hotel permaneció ocupado por Victoire Bemberg, hija del anterior hasta 1985.
Al año siguiente, fue adquirido por el diseñador de moda Hubert Taffin de Givenchy para albergar su gran colección de muebles y obras de arte. Este último residió allí durante más de treinta años, junto con su Château du Jonchet, hasta su muerte el 10 de marzo de 2018.
Fue vendido en 2019 al multimillonario Xavier Niel, que ya era dueño del Hôtel Lambert, a orillas del Sena, y del Hôtel Coulanges, ubicado en la plaza de los Vosgos.
La importante colección de Givenchy se subasto del 8 al 23 de junio de 2022, orquestado por la casa de subastas Christie's Paris. ,

## Descripción
Entre patio y jardín, tiene un portal monumental con columnas jónicas y frontón semicircular, alrededor del cual se organizan dos dependencias, una de las cuales, a la izquierda, alberga un cobertizo y un establo que puede albergar era, 25 caballos de fuerza. El pabellón de la derecha, adosado a un ala que lo comunica con el edificio principal, alberga las cocinas.
Dicha ala alberga oficinas en la planta baja y dormitorios en el primer piso, así como la gran escalera.
Desde mediados del siglo XIX a principios del siglo XX, la entrada está engalanada, por razones prácticas, con una amplia galería en todo su ancho, que sirve de vestíbulo.
El edificio principal alberga una serie de siete salones en la planta baja y en el primer piso, cuya decoración se debe al escultor y arquitecto Nicolas Pineau.
Para conservar una relativa simetría, la fachada del patio, muy clásica, está desplazada de la fachada del lado del jardín, que tiene un frontón curvilíneo raro y sorprendente, una curiosidad de la arquitectura del siglo XVIII. 

## Protección
Fue objeto de un registro como monumento histórico para todas sus fachadas, así como para todas sus decoraciones interiores, por orden del 15 de mayo de 1926.